# Csillagpopulációk
Fejlettségük és spektrális tulajdonságaik alapján a csillagokat különböző csillagpopulációkba soroljuk.

## A csillagpopulációk bevezetése
Az Androméda-köd vizsgálata közben egy német-amerikai csillagász, Walter Baade (1893–1960) úgy találta, hogy a galaxis magjának és a spirálkarjának csillagai között alapvető fizikai különbség van. Míg a spirálkarokban elsősorban korai színképtípusú, nagyon fényes csillagok vannak, amelyek főként fiatal nyílthalmazokba csoportosulnak, a mag környékén különböző színképosztályú óriáscsillagok találhatóak. E megfigyelések alapján Baade 1944-ben a csillagokat sematikusan két csoportba osztotta, amelyeket „csillagnemzetségeknek” vagy csillagpopulációknak nevezett.
A Baade-féle populációhoz tartoznak például a fiatal O és B színképosztályú óriáscsillagok, valamint a fiatal nyílthalmazok tagjai. Összetételükre jellemző, hogy nagy mennyiségben tartalmaznak nehéz elemeket. A Tejútrendszer esetében ebbe a csoportba tartozik a Nap is.
A II. populációhoz sorolta az óriáscsillagokat és a szubtörpéket, amelyek a galaxis központi részén helyezkednek el. Ezek az objektumok egyébként ezen a tartományon kívül is megtalálhatóak, például gömbhalmazokban, amelyek a csillagrendszer centruma körüli gömbszimmetrikus térrészben helyezkednek el. Összetételükre jellemző, hogy kis mennyiségben tartalmaznak nehéz elemeket.
A későbbi megfigyelési eredmények megkövetelték a Baade-féle rendszer kibővítését a III. populációval, amely elsősorban szupernehéz csillagokat tartalmaz.
Napjainkban már létezik a populációkon belüli felosztás is:
- Extrém I. populáció: (O és B csillagok, δ Cephei változók, T Tauri csillagok, óriáscsillagok) csillagközi gáz- és porködök környezetében, nyílthalmazokban, és a spirálgalaxisok spirálkarjaiban helyezkednek el.
- Idősebb I. populációs csillagok: A színképosztályba sorolható csillagok, óriáscsillagok, színképükben erős fémvonalak találhatóak.
- Korongpopuláció: fényes vörös óriások, nóvák, planetáris ködök, a Tejútrendszer magjában lévő csillagok. Színképük halványabb fémvonalakat tartalmaz.
- Átmeneti II: populáció: rövid periódusú Mira változócsillagok, runaway csillagok – azaz olyan csillagok, amelyeknek a fősíkra merőleges sebességkomponense nagyobb, mint 30 km/s.
- Halvány II. populáció: RR Lyrae változócsillagok, szubtörpék, gömbhalmazok csillagai.
- III. populáció: A Világegyetemben feltehetőleg keletkezett első csillagok, jelenleg csak elméleti kategória, mert ilyen csillagokat még nem ismerünk.

Ennek a sorrendnek megfelelően az egyes populációk egyre kevésbé koncentrálódnak a Tejútrendszer síkjában. Az egyes populációkhoz tartozó csillagok közepes távolsága a fősíktól 120-ról 2000 parszekre (rövidítve: pc) nő. Ezen túlmenően a fenti sorrend egyben kor szerinti sorrend is. Az extrém I. populáció csillagainak átlagos életkora 100 millió év, míg a halo második populációs csillagainak átlag életkora elérheti akár a 12-13,7 milliárd évet is.
| Populáció                         | Extrém I. | Idősebb I. | korongpopuláció | Átmeneti II. | Halobeli II. |
| --------------------------------- | --------- | ---------- | --------------- | ------------ | ------------ |
| Átl. táv. a szimmetriasíktól      | 120 pc    | 160 pc     | 400 pc          | 700 pc       | 2000 pc      |
| Fém–hidrogén arány (metallicitás) | 0,03      | 0,02       | 0,01            | 0,01         | 0,001        |
| Kor (év)                          | < ·108    | ·109       | 3·109           | 5·109        | 6·109        |
| Összesített tömeg                 | 2·109     | 5·109      | 4,7·1010        | 4,7·1010     | 1,6·1010     |
| legfényesebb csillagok            | −8m       | −8m        | −3m             | −3m          | −3m          |

A Tejútrendszer egyes csillagpopulációinak néhány, számokkal kifejezhető tulajdonsága. (A távolság parszekben (pc), a populációk tömege naptömegben van kifejezve.)